# Mesocyclops paludosus
Mesocyclops paludosus – gatunek widłonoga z rodziny Cyclopidae. Nazwa naukowa tego gatunku skorupiaków została opublikowana w 1956 roku przez szwedzkiego zoologa Knuta Lindberga.